# Boloria dirphya
Boloria dirphya är en fjärilsart som beskrevs av Hoffmansegg 1806. Boloria dirphya ingår i släktet Boloria och familjen praktfjärilar. Inga underarter finns listade i Catalogue of Life.